# Droga I-2 (Bułgaria)
Droga I-2 (bułg. Републикански път I-2) – droga republikańska w północno-wschodniej Bułgarii. Łączy Most Przyjaźni, znajdujący się na granicy bułgarsko-rumuńskiej (DN5) z Razgradem, Szumenem, Kaspiczanem i Warną u wybrzeża Morza Czarnego. stolicę kraju, Bukareszt, z Giurgiu i granicą bułgarsko-rumuńską. Długość drogi wynosi 202 km.

## Trasy europejskie
Arteria częściowo pokrywa się z przebiegiem dwóch tras europejskich – E70 od granicy z Rumunią do Szumenu i E85 od mostu granicznego do miejscowości Ruse.

## Przebieg
Trasa rozpoczyna się na Moście Przyjaźni, następnie omija Ruse poprzez obwodnicę i kieruje się w stronę południowo-wschodnią. Przebiega przez małą miejscowość Car Kałojan, od północy omija Razgrad i biegnie dalej w kierunku Szumenu. W 2012 roku arteria na odcinku Ruse – Szumen została przebudowana do jednojezdniowej o trzech pasach ruchu.
Na węźle Bełokopitowo, oddanym do użytku 3 sierpnia 2015 roku, łączy się z autostradą A2. Pomiędzy Szumenem a Warną stanowi drogę równoległą wobec autostrady.